# Mina (Iloilo)
Mina (Bayan ng Mina) är en kommun i Filippinerna. Kommunen ligger på ön Panay, och tillhör provinsen Iloilo. Folkmängden uppgår till 18 096 invånare.

## Barangayer
Mina är indelat i 22 barangayer.
| - Abat - Agmanaphao - Amiroy - Badiangan - Bangac - Cabalabaguan - Capul-an - Dala - Guibuangan - Janipa-an West - Janipa-an East | - Mina East (Pob.) - Mina West (Pob.) - Nasirum - Naumuan - Singay - Talibong Grande - Talibong Pequeño - Tipolo - Tolarucan - Tumay - Yugot |